# Madiea Ghafoor
Madiea (Maddy) Ghafoor (Amsterdam, 9 september 1992) is een Nederlandse voormalig atlete. Haar sterkste afstand was de 400 m, hoewel ze ook op de kortere sprintafstanden goed uit de voeten kon. In november 2019 werd Ghafoor in Duitsland veroordeeld tot 8,5 jaar celstraf voor de smokkel en het bezitten van drugs.

## Biografie

### Jeugd
Ghafoor groeide op in Amsterdam. Haar ouders werden geboren in Pakistan, ze is de kleindochter van politicus Lal Baksh Rind, die vanwege zijn politieke strijd werd gemarteld en vastgezet. Ze werd per toeval tijdens een sportdag ontdekt door atletiektrainer Sammy Monsels. Hij trainde met haar op zijn atletiekclub Continental Sports in de Bijlmer. Binnen vier maanden groeide zij uit tot selectielid van de club. Ze blonk uit op de korte afstanden, nam deel aan internationale jeugdtoernooien en werd opgeroepen voor Nederlandse jeugdselecties. Later stapte ze over naar de Amsterdamse atletiekclub Phanos. Ze volgde enige tijd een studie Economie aan de Johan Cruijff University, maar wist deze niet af te ronden, omdat de sport te veel van haar tijd eiste.

### Loopbaan
Haar eerste internationale succes boekte Ghafoor tijdens de Europese kampioenschappen voor junioren van 2011 in Tallinn toen zij, achttien jaar oud nog, een bronzen medaille veroverde op de 400 m. Zij was hiermee de eerste Nederlandse in de geschiedenis van de EJK die op dit lange sprintonderdeel het podium haalde.
Bij de senioren behaalde Ghafoor drie nationale titels. In 2012 en 2013 won ze de indoortitel op de 400 meter en in 2013 in het Olympisch Stadion in Amsterdam verrassend de 100 m. Bij haar eerste internationale seniorentoernooi, de Europese indoorkampioenschappen van 2013 in Göteborg, sneuvelde Ghafoor in de halve finale van de 400 m in een tijd van 53,12 s. Later dat jaar kwalificeerde ze zich met de 4 × 100 m vrouwenestafetteploeg voor de wereldkampioenschappen in Moskou. Daar wist de ploeg geen potten te breken en werd deze in de halve finale uitgeschakeld. De beste 400 m in haar carrière tot dan toe had zij intussen een maand voor de WK gerealiseerd op de EK U23 in het Finse Tampere. Daar kwam zij in haar serie tot 52,46, waarna zij in de finale hier maar weinig voor onderdeed door met 52,52 als zesde te eindigen. 
Ghafoor verzekerde zich in 2014 al vroeg van deelname aan de WK indoor in Sopot. Op 1 februari 2014 nam zij deel aan indoorwedstrijden in Luxemburg, waar zij op de 400 m 53,01 voor zich liet klokken, terwijl de vereiste limietprestatie op 53,15 was gesteld. Ze nam evenwel niet deel aan de WK indoor. Later dat jaar, tijdens het baanseizoen, verbeterde zij begin juli bij de Athletissima in Lausanne samen met Dafne Schippers, Tessa van Schagen en Jamile Samuel op de 4 × 100 m het nationale record uit 2012 van 42,45. Het viertal kwam in de Zwitserse stad tot 42,40, verreweg de beste Europese tijd van het jaar en de derde jaarprestatie in de wereld. Dat maakte hen gelijk tot titelkandidates op de EK in Zürich. Nadat zij op dit toernooi in 42,77 goed door de series waren gekomen, ging het in de finale mis. De wissel tussen Madiea Ghafoor al startloopster en Dafne schippers mislukte en het optreden van het Nederlandse team eindigde hierdoor in een DNF.
In 2016 nam Ghafoor namens Nederland mee aan de Olympische Spelen op de 4 × 400 meter estafette. Ze vormde hier een team met de zussen Lisanne en Laura de Witte en Nicky van Leuveren. Ze kwamen niet door de series, maar liepen wel een Nederlands record.

### Drugssmokkel
Op 18 juni 2019 werd Ghafoor aangehouden en vastgezet in Duitsland, op verdenking van het smokkelen van 43,34 kilo xtc en 13,19 kilo crystal meth met een straatwaarde van minimaal twee miljoen euro. Haar voorarrest werd verlengd tot en met december 2019, waardoor zij Nederland niet kon vertegenwoordigen tijdens de wereldkampioenschappen atletiek in september en oktober 2019 in Doha (Qatar). Op 4 november 2019 werd Ghafoor door de Duitse rechtbank in Kleef veroordeeld tot 8,5 jaar celstraf voor de smokkel en het in bezit hebben van drugs. Haar advocaat voerde ter verdediging aan dat Ghafoor meende doping te vervoeren naar een dopingkliniek. Zij zou haar toevlucht hebben gezocht in doping, vanwege teruglopende prestaties en zou onder druk van mensen binnen de dopingwereld hebben gehandeld. De rechter ging hier echter niet in mee. De straf viel een jaar hoger uit dan de strafeis van 7,5 jaar. Na 5,5 jaar werd ze vrijgelaten.

## Atletiekprestaties

### Nederlandse kampioenschappen
Outdoor
| Onderdeel | Jaar       |
| --------- | ---------- |
| 100 m     | 2013       |
| 400 m     | 2014, 2018 |

Indoor
| Onderdeel | Jaar                         |
| --------- | ---------------------------- |
| 400 m     | 2012, 2013, 2015, 2017, 2018 |

### Persoonlijke records
Outdoor
| Onderdeel | Prestatie          | Datum        | Plaats     |
| --------- | ------------------ | ------------ | ---------- |
| 100 m     | 11,44 s (+0,0 m/s) | 9 juli 2017  | Brussel    |
| 200 m     | 23,82 s (+0,4 m/s) | 31 mei 2014  | Oordegem   |
| 400 m     | 51,12 s            | 18 juli 2018 | Bellinzona |

Indoor
| Onderdeel | Prestatie | Datum            | Plaats    |
| --------- | --------- | ---------------- | --------- |
| 60 m      | 7,25 s    | 30 december 2017 | Amsterdam |
| 200 m     | 24,02 s   | 6 februari 2014  | Stockholm |
| 400 m     | 52,21 s   | 18 februari 2018 | Apeldoorn |

## Palmares

### 60 m
- 2017:  NK indoor – 7,32 s

### 100 m
- 2011:  Arena Games te Hilversum -  12,03 s
- 2013:  NK – 11,58 s
- 2016: 6e NK - 11,72 s (+0,2 m/s) (in serie 11,71 s)

### 300 m
- 2012:  Ter Specke Bokaal te Lisse – 38,16 s

### 400 m
- 2011:  NK indoor – 55,14 s
- 2011:  Flynth Recordwedstrijden te Hoorn – 55,22 s
- 2011:  EJK te Tallinn – 53,73 s
- 2011:  NK – 54,52 s
- 2012:  NK indoor – 53,48 s
- 2012:  Flynth Recordwedstrijden te Hoorn – 55,15 s
- 2012:  Gouden Spike – 53,66 s
- 2012:  NK – 54,50 s (in serie 54,18 s)
- 2013:  NK indoor – 53,30 s
- 2013: 4e in ½ fin. EK indoor – 53,12 s
- 2013: 4e EC voor landenteams, Dublin - 53,54 s
- 2013: 6e EK U23 te Tampere - 52,52 s (in serie 52,46 s)
- 2014:  NK indoor – 52,75 s
- 2014: 5e FBK Games - 52,69 s
- 2014:  NK - 52,73 s
- 2015:  NK indoor - 52,42 s
- 2015: 6e Gouden Spike - 56,42 s
- 2017:  NK indoor – 52,88 s
- 2017: DNS in ½ fin. EK indoor (in serie 53,85 s)
- 2017:  NK – 52,27 s
- 2018:  NK indoor - 52,21 s
- 2018: 4e FBK Games - 51,60 s
- 2018:  NK - 51,84 s
- 2018: 8e EK - 51,57 s (in ½ fin. 51,29 s)
- 2019:  NK indoor - 54,02 s

Diamond League-resultaten
- 2019: 4e Stockholm Bauhaus Athletics - 54,45 s
- 2019: 8e Meeting International Mohammed VI d'Athlétisme de Rabat - 52,92 s

### 4 x 100 m
- 2013: 4e in ½ fin. WK – 43,26 s
- 2014: DNF EK (3e in serie 42,77 s)
- 2017: 4e World Athletics Relays in Nassau - 43,17 s

### 4 x 400 m
- 2011: 4e EK U20 in Tallinn - 3.37,44 (NJR)
- 2014: DNF EK (in serie 42,77 s)
- 2016: 6e in serie OS - 3.26,98 (NR)
- 2017: DQ in kwal. WK
- 2019:  B-fin. World Athletics Relays – 3.29,03

Diamond League-resultaten
- 2014:  Athletissima - 42,40 s (NR)

1 Madiea Ghafoor ·
2 Lisanne de Witte ·
3 Laura de Witte ·
4 Nicky van Leuveren ·
Eva Hovenkamp (reserve)